# Halisarca laxus
Halisarca laxus är en svampdjursart som först beskrevs av Lendenfeld 1889.  Halisarca laxus ingår i släktet Halisarca och familjen Halisarcidae. Inga underarter finns listade i Catalogue of Life.